# سيف الدين التنوخي
الشيخ الأمير سيف الدين التنوخي هو من أبرز المشايخ الموحدون الدروز الذين تولوا منصب شيخ العقل منذ العهد التنوخي عاش في لبنان ولد في قرية عبيه مواليد سنه 1396 وتوفي سنه 1455 م

## حياته
عاش في القرن الخامس عشر وكان شاعراً ابن عم الأمير جمال الدين عبد الله التنوخي شاعراً من العصر التنوخي يميل بشعره للهوى والغزل وهذا لم يعجب الأمير السيد حتى نضم قصيده في فتاه احبها فعاتبه الأمير ووعضه فكف عن الغزل وغيره من ألوان الشعر وانضم إلى مجلس الأمير ليتعلم منه أصول دين التوحيد وكان يطوف على حصانه في القرى فكل ما راى غنيا قال له : (حط بل خرج) وكل ما وجد محتاج قال له: (خذ من الخرج) فيعود للبيت والخرج لم يتقص منه شيء. 